# Магдалівка
Магдалі́вка — село в Україні, у Скалатській міській громаді Тернопільського району Тернопільської області. Розташоване в центрі району.
Населення — 674 особи (2001).

## Історія
Перша писемна згадка — 1785. 
Діяли «Просвіта», «Сільський господар» та інші товариства, кооператива.
З 1947 року мешканці села зазнали каральної акції операції «Захід».
З 24 серпня 1991 року село входить до складу незалежної України.
Внаслідок буревію у липні 2004 в Магдалівці пошкоджено 173 житлові будинки, Будинок культури, ФАП, школа.
До 2015 року було адміністративним центром Магдалівської сільської ради, якій підпорядковувалися села Митниця і Теклівка. 
14 липня 2015 року ввійшло у склад Скалатської міської громади.
12 червня 2020 року, відповідно до розпорядження Кабінету Міністрів України  № 724-р «Про визначення адміністративних центрів та затвердження територій територіальних громад Тернопільської області», село увійшло до складу Скалатської міської громади.
19 липня 2020 року в результаті адміністративно-територіальної реформи та ліквідації Підволочиського району, село увійшло до складу новоствореного Тернопільського району.

## Релігія
- церква святого Луки (1946, ПЦУ),
- церква Вознесення Господнього (2005, УГКЦ).

## Пам'ятники
Споруджено пам'ятник воїнам-односельцям, полеглим у німецько-радянській війні (1970, скульптор Яків Чайка).

## Соціальна сфера
Працюють загальноосвітня школа І-ІІІ ступеня ім. Родини Голоядів (у 2006 році тут відкрито музей, Будинок культури, бібліотека, ФАП, відділення зв'язку. Діє аматорський театр.

## Відомі люди

### Народилися
- громадський діяч, педагог Роман Брикович.
- Будзило Орислава Луківна — робітниця-рівничниця Тернопільського бавовняного комбінату Тернопільської області. Депутат Верховної Ради СРСР 11-го скликання.
- Микусь Михайло Ігорович; пс. "Небо" (1991—2025) — український військовик, поет, музикант, учасник російсько-української війни[6].
- Саламандра Микола Павлович (1971—2024) — український військовик, учасник російсько-української війни[7].

## Галерея

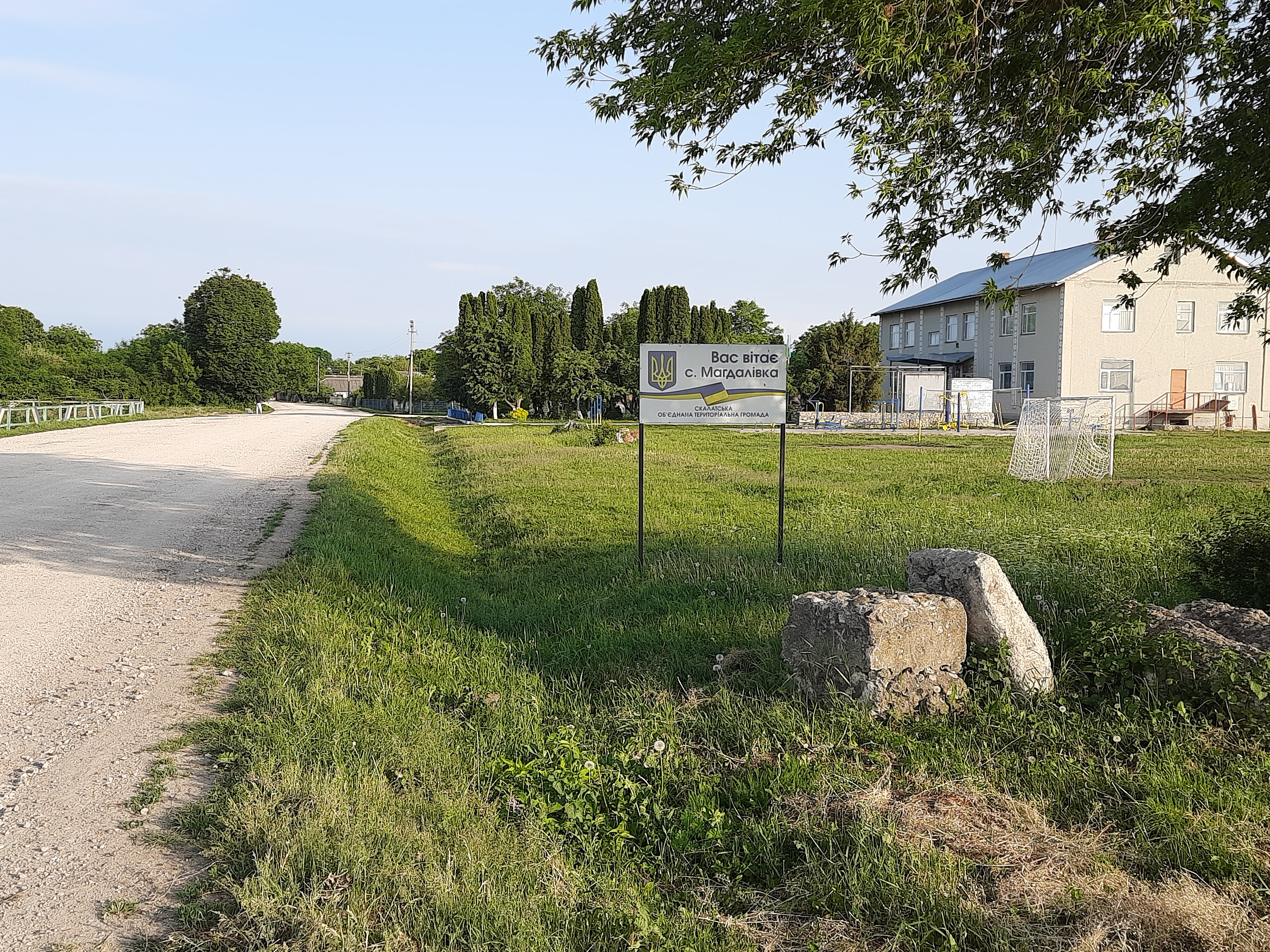
В'їзд у село
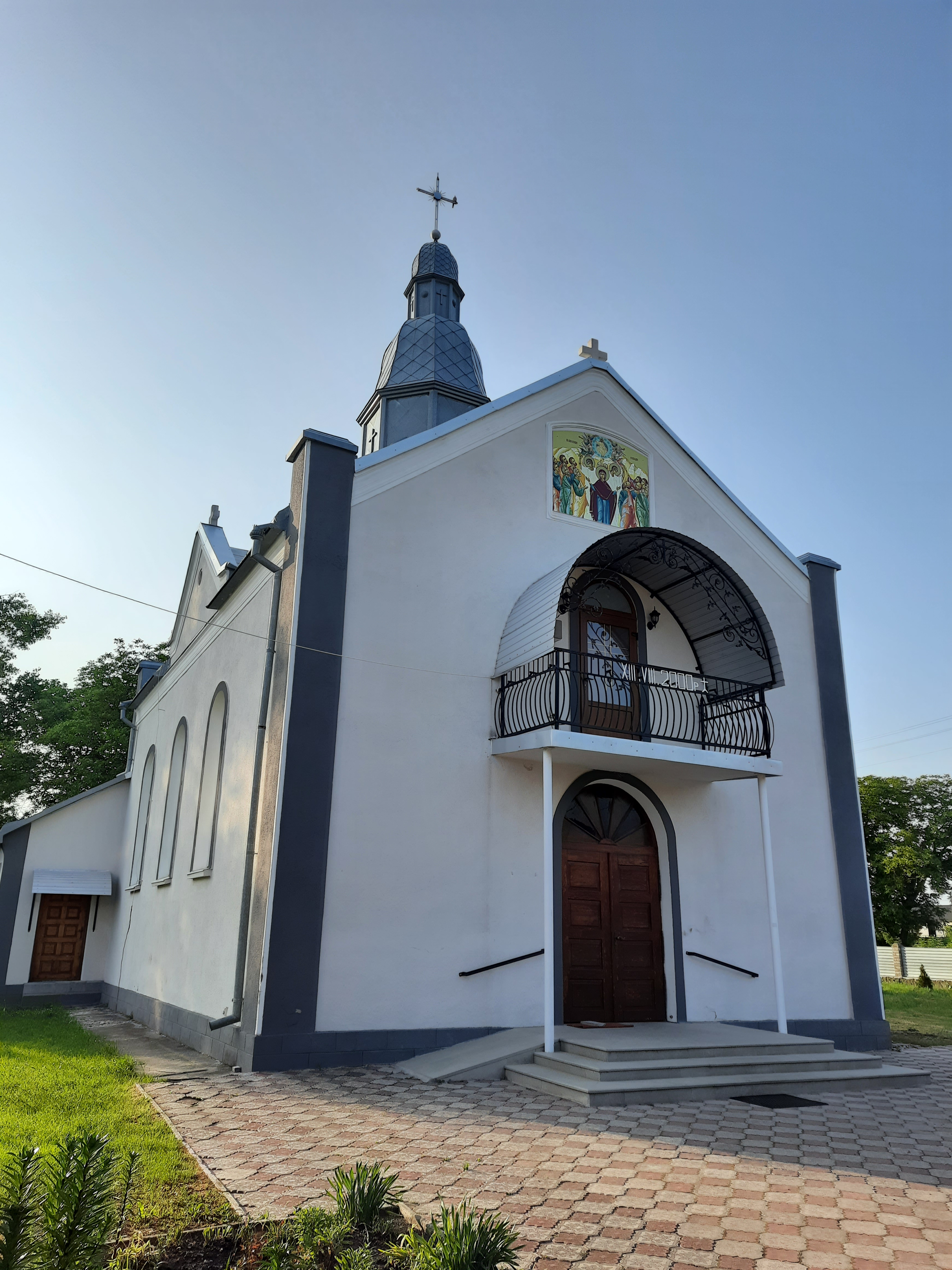
Церква Вознесення Господнього
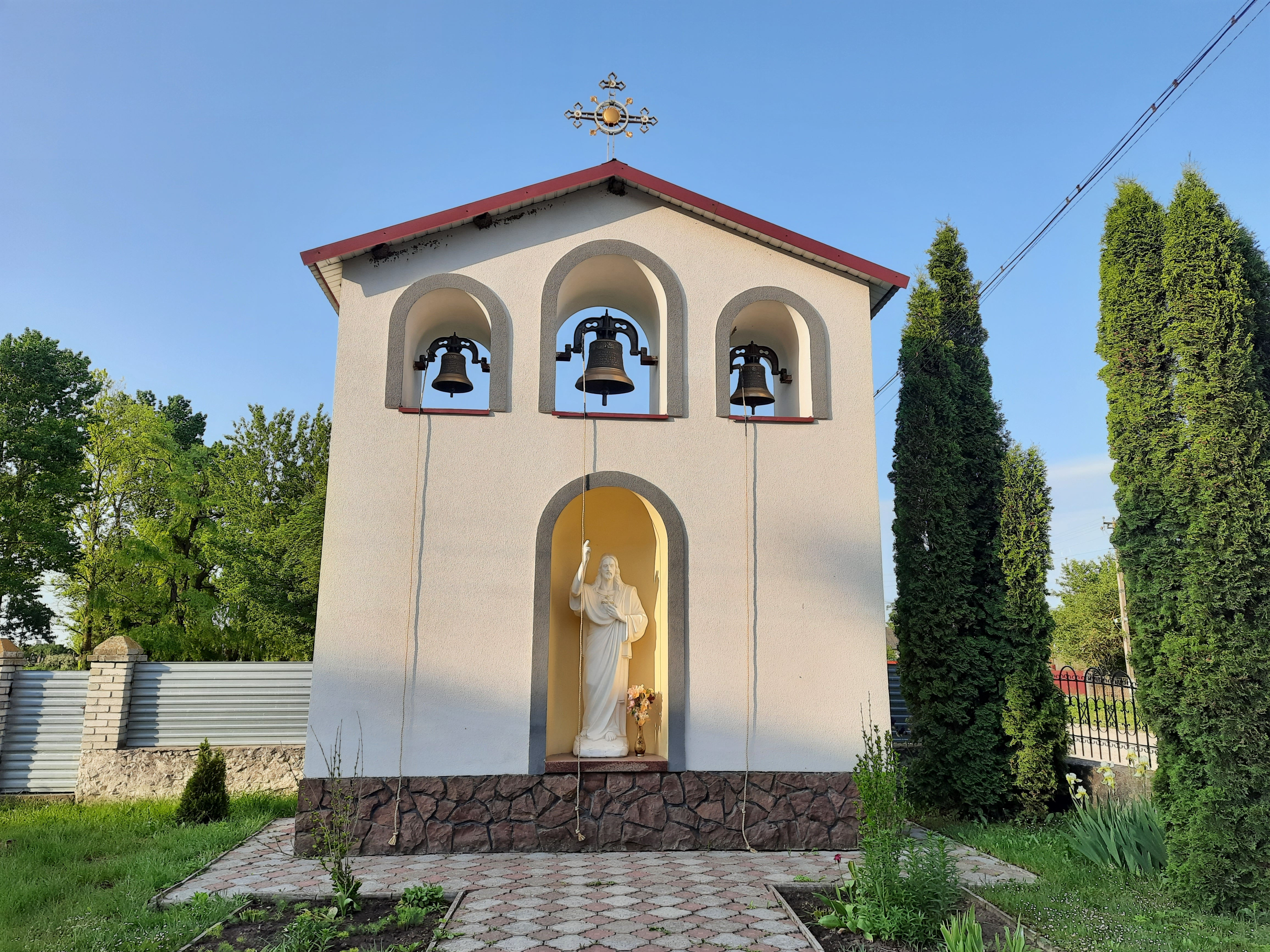
Дзвіниця церкви Вознесення Господнього
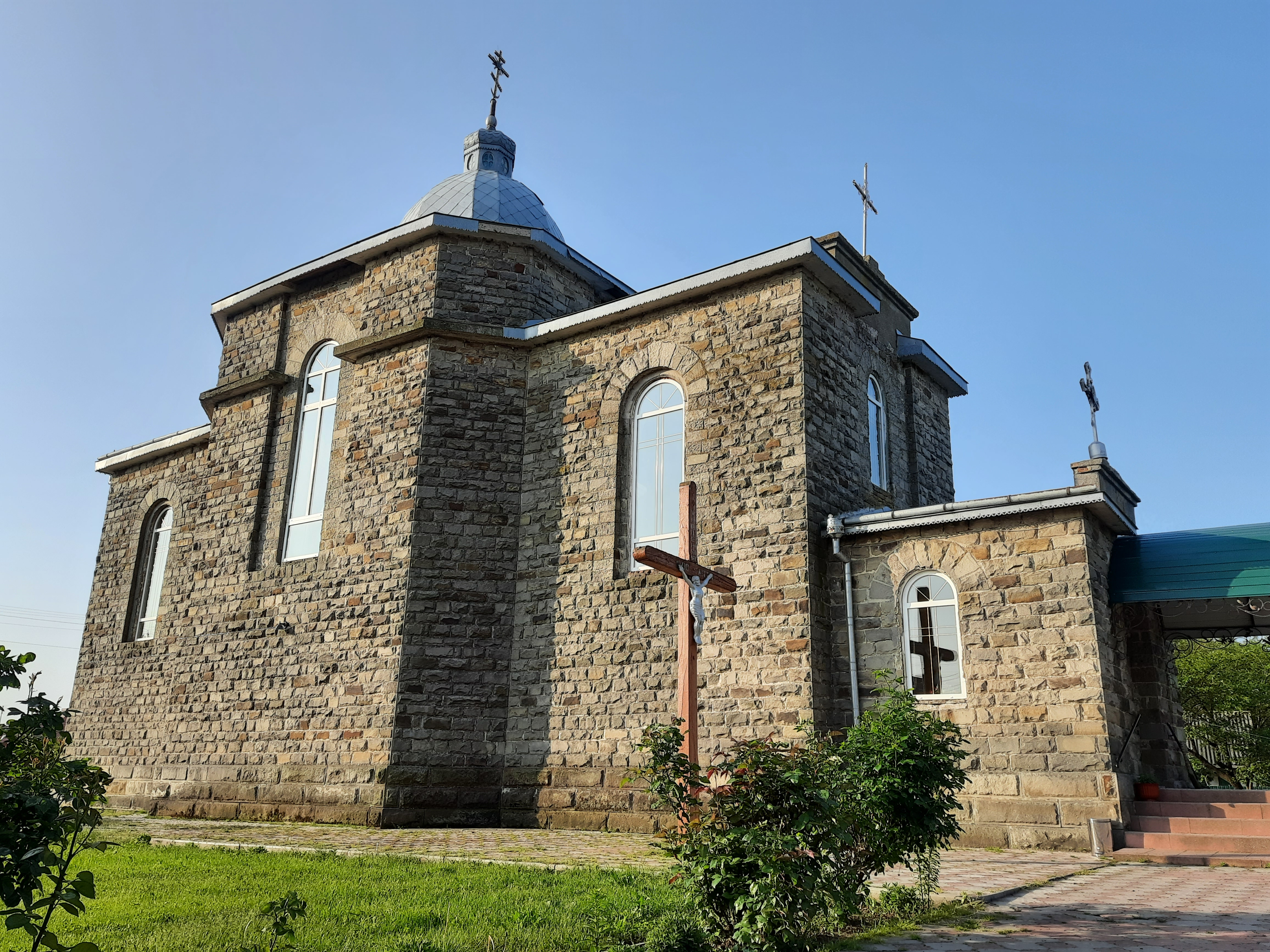
Церква Святого Апостола і Євангеліста Луки
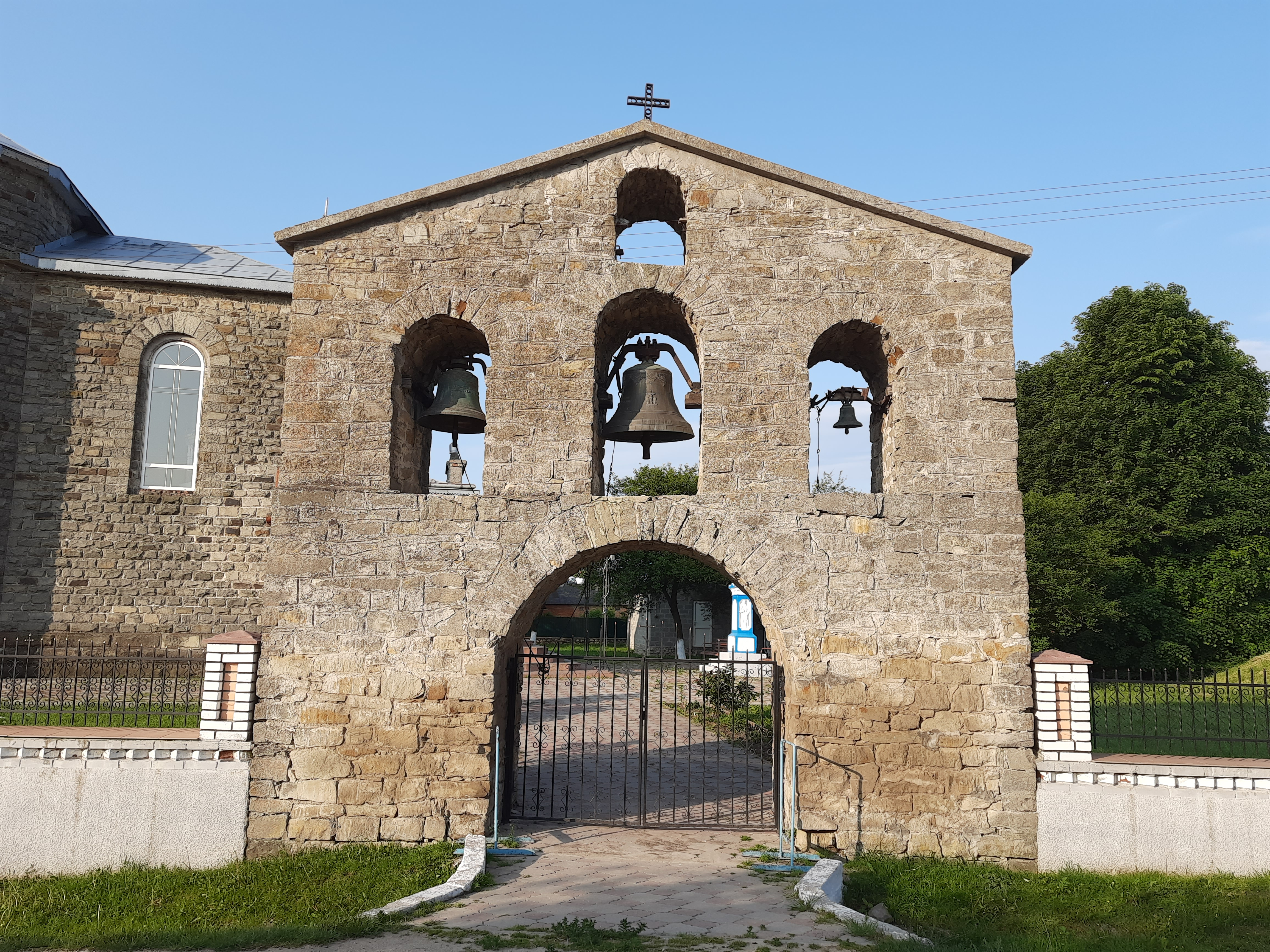
Дзвіниця церкви Святого Апостола і Євангеліста Луки
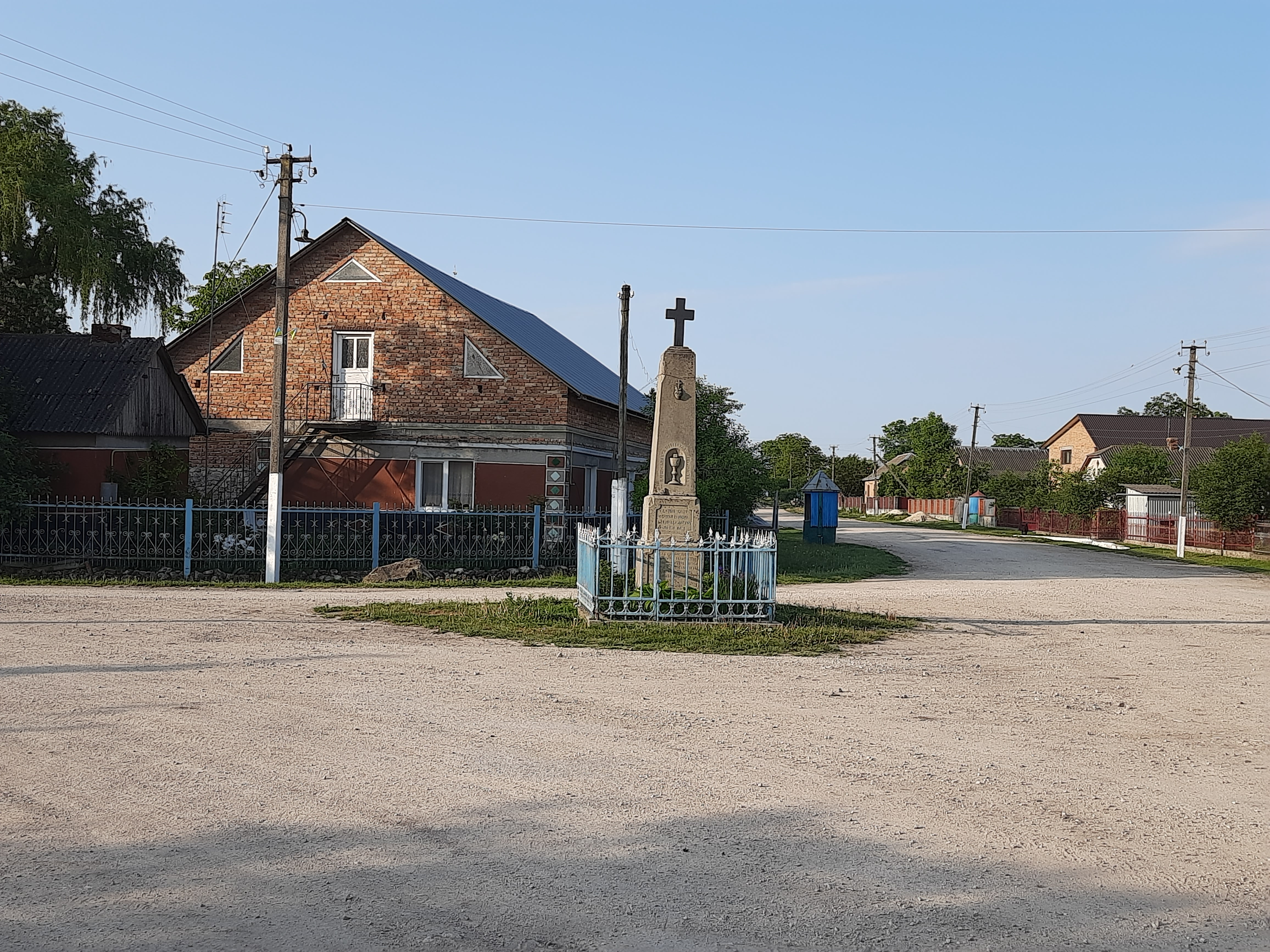
Пам'ятний хрест в центрі села
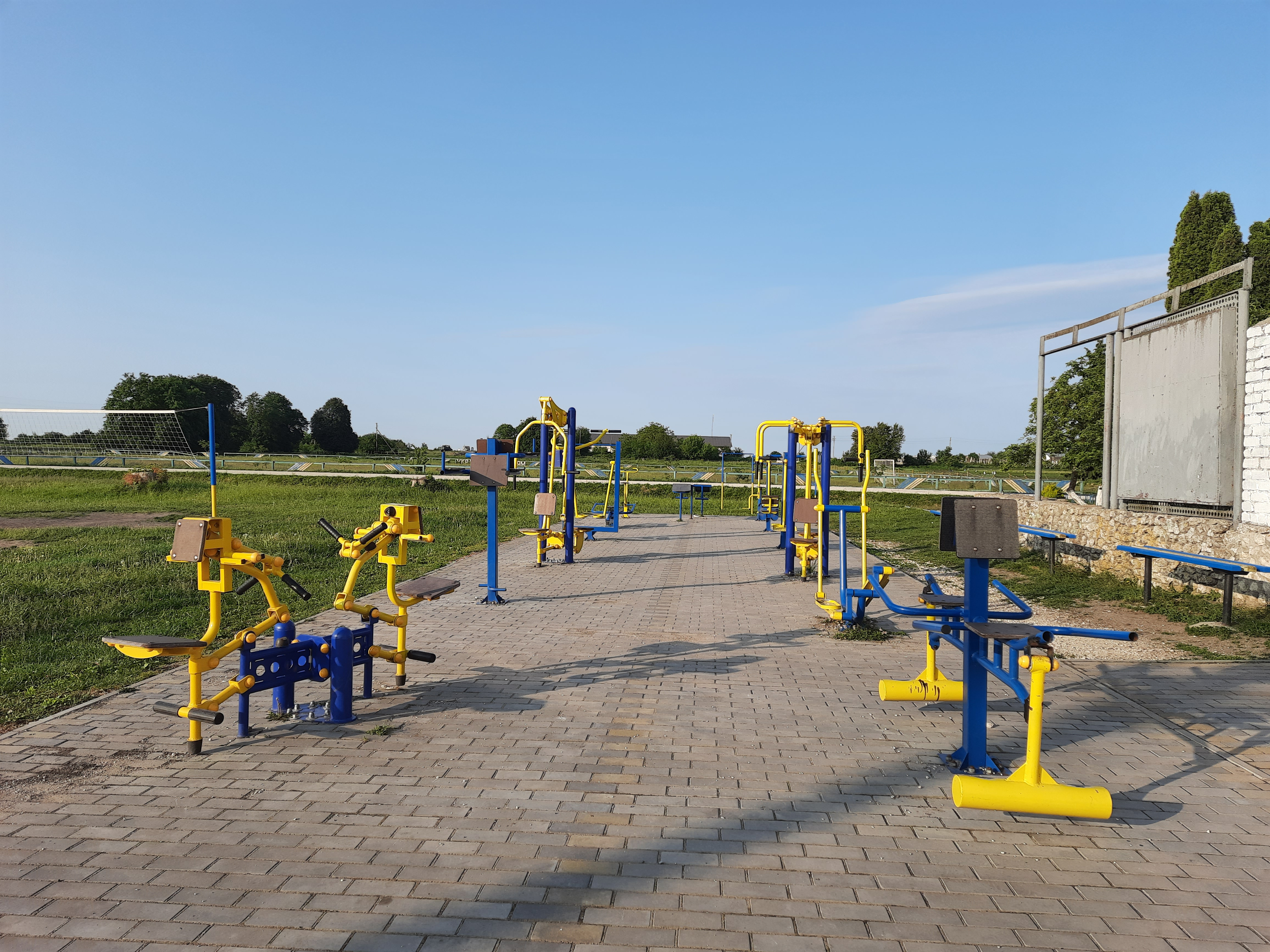
Тренажерний майданчик
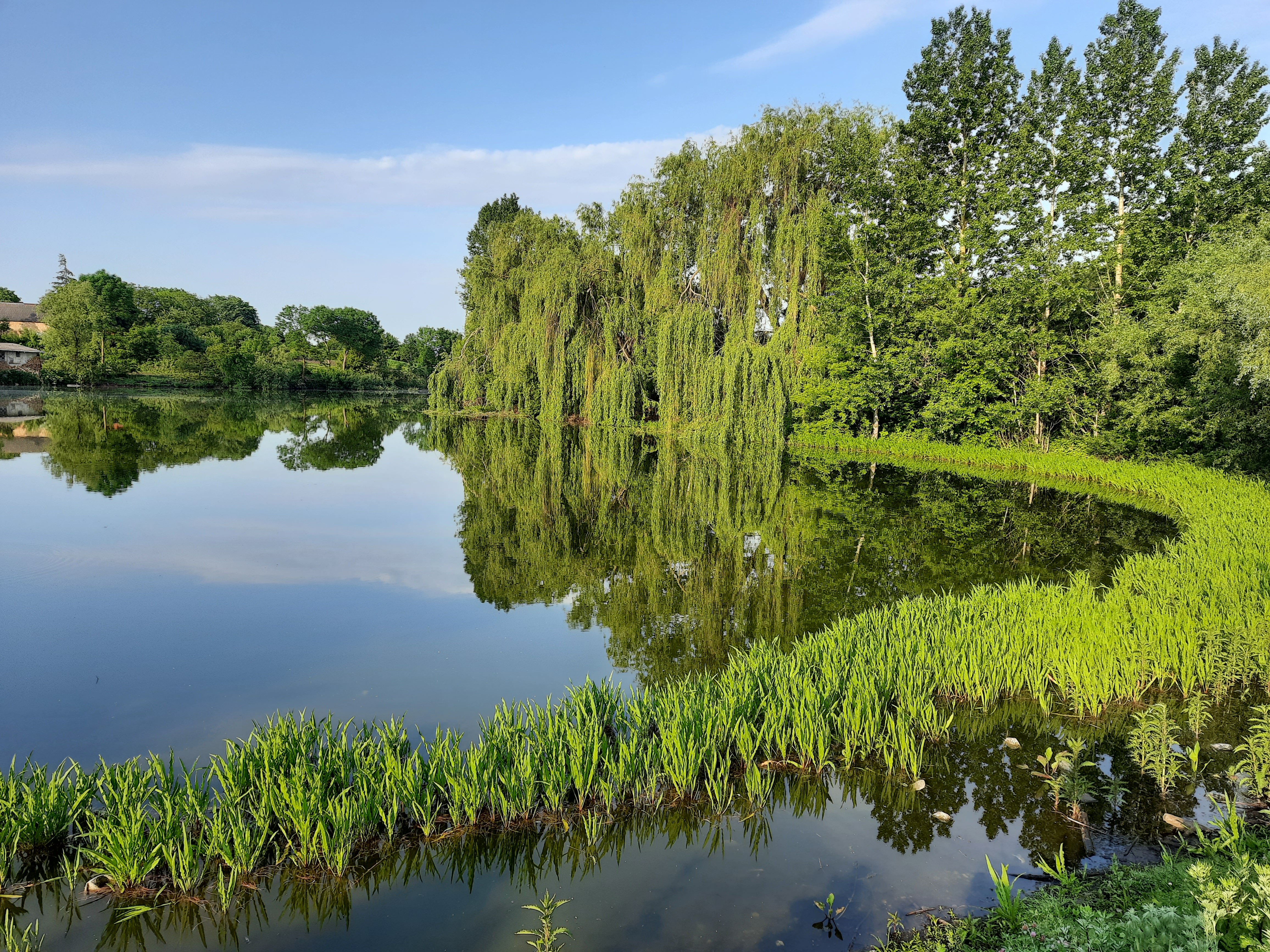
Сільський став
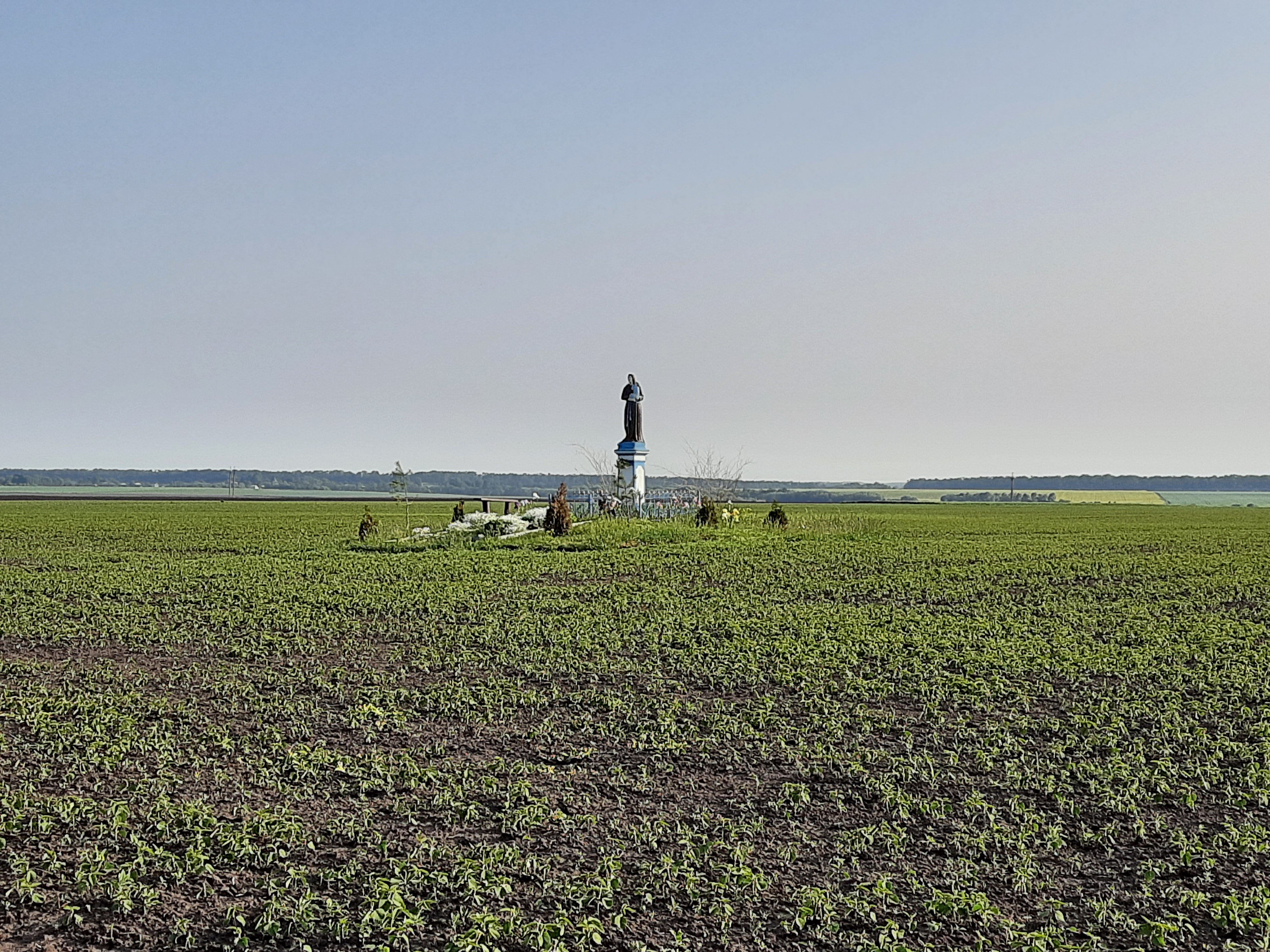
"Фігура" в полі біля села